# Hikari Nakade
Hikari Nakade (中出 ひかり, Nakade Hikari), née le 6 décembre 1988, est une joueuse internationale de football japonaise.

## Biographie
Le 26 septembre 2013, elle fait ses débuts avec l'équipe nationale japonaise contre l'équipe du Nigeria.

## Statistiques
Le tableau ci-dessous présente les statistiques de Hikari Nakade en équipe nationale
| Équipe du Japon | Équipe du Japon | Équipe du Japon |
| Année           | Matchs          | Buts            |
| --------------- | --------------- | --------------- |
| 2013            | 1               | 0               |
| Total           | 1               | 0               |